# Epitola conjuncta
Epitola conjuncta är en fjärilsart som beskrevs av Smith och Kirby 1893. Epitola conjuncta ingår i släktet Epitola och familjen juvelvingar. Inga underarter finns listade i Catalogue of Life.